# Hiplife
Hiplife ist ein vor allem in Ghana verbreiteter Musikstil. Er entwickelte sich in den 1990er Jahren aus der verbreiteten ghanaischen Highlife-Musik und Hip-Hop, der aus den USA importiert wurde. 
Innerhalb der ghanaischen Jugend war Hiplife ähnlich erfolgreich wie Hip-Hop in den westlichen Industriestaaten. In den Städten und insbesondere in Accra gibt es eine große, lebendige und sehr konkurrenzbetonte Szene, der es jedoch kaum gelingt, auch in den Industrieländern wahrgenommen zu werden.
Hiplife basiert auf einem dominanten  4/4 Takt, oft aus Highlife-Tracks gesamplet, über den gerappt wird. Die Musik entsteht meistens im Studio mit Hilfe elektronischer Geräte. Live-Auftritte laufen oft im Vollplayback ab, wobei Performance und Tanzstil des Interpreten bedeutend sind.  
Wie in vielen Spielarten des afrikanischen Hip-Hops können die Künstler beim Rappen auf lange Traditionslinien des erzählenden Sprechgesangs zurückgreifen. Die Rapper benutzen alle im Land gesprochenen Sprachen: Englisch, Ewe, Fante, Französisch, Ga, Hausa Twi und lokale Sprachen, oft mehrere Sprachen in einem Track, nicht immer mit einer inhaltlichen Bedeutung.   
Pionier des Hiplife und Erfinder des Begriffs ist Reggie Rockstone. Das erste Hiplife-Album war Rockstones 1997 erschienenes Makaa Maka. Neben Rockstone sind Lord Lust, Lord Kenya, Buk Bak, Obrafour, Vision In Progress und Nananom darauf zu finden.
In den 1980ern begann sich die ghanaische Popmusik zu entwickeln. Der Staat führte eine Steuer auf Musikinstrumente ein, die das Spielen von Live-Musik für viele Künstler erschwerte. In ghanaischen Emigrantenkolonien begann sich ein Markt für populäre Musik aus Ghana zu etablieren, die zunehmend mit elektronischen Geräten, Synthesizern und Keyboards arbeiteten. Prägend war hier die Kolonie in Hamburg, Deutschland; In Anschluss an den hier entstandenen so genannten Burger-Highlife konnte sich auch eine ghanaische Musikindustrie etablieren.
Zudem entstanden seit der Privatisierung der Medienlandschaft im Land zahlreiche neue und kleinere Sender, die teilweise sowohl gegenüber westlicher Popmusik als auch gegenüber musikalischen Neuentwicklungen im Land offener waren. 
Innerhalb des Landes ist die Szene stark umstritten. Der hohe Konkurrenzdruck zwingt die Künstler, schnell und billig zu produzieren. So setzen sie oft auf musikalisch simple Tracks mit provozierenden und aufmerksamkeitsheischenden Botschaften. Die Szene steht deshalb unter starker Kritik, da sie die Moralvorstellungen der Ghanaer verletze und die Jugend verderbe.